# Acarospora janae
Acarospora janae é uma espécie de líquen da família Acarosporaceae. Foi descrito cientificamente em 2011.